# Академика (Прая)
„Академика“, с пълно име Асосиао Академика да Прая, е професионален футболен клуб от столицата Прая, Кабо Верде, основан на 10 декември 1962 г. Шампион за 2018 година.

## История
„Академика да Прая“ е сформиран през 1962 г. като филиал на студентския отбор от град Коимбра, Португалия. Както е известно, във формацията на този тим до 23 г. сега играе синът на бившия национал и треньор на „Черно море“ Илиан Илиев, който носи имената на баща си. А титлата на Кабо Верде сега е на студентския плаж в Прая. Този град е столицата на „Кабо Верде“. Етимологичното име на града означава именно „плаж“ на португалски език и местен кабовердиански креолски език. Една от емблемите на столицата е кафене „София“. Там и редовно отсядат футболистите на „Академика“.
„Мика“ (с ударение на „а“) както наричат шампиона на Кабо Верде, е един от най-успешните отбори от остров Сантяго и като цяло в южната част на Кабо Верде. Африканските „студенти“ постигат успехи още на колониално ниво. Първата официална титла идва през далечната 1965 г. Тогава Кабо Верде е под португалско владичество. През сезон 1967/68 печели втората регионална титла на остров „Сантяго“, но финалният двубой в първенството е загубен от „Минделензе“ с 0:1.
Шампионатът обаче се запомня с впечатляващата победа на „Академика“ с 21:0 над „Гаридош“ от „Сантяго“. Луиш Бастош се разписва 9 пъти, а „студентите“ продължават да бъдат водени от Тока, поел отбора от създаването на клуба. През 2007 г. „студентите“ вдигат националната купа, а първа шампионска титла след обявената независимост на странатае спечелена през 2018 г. Така след 15-годишна пауза футболът на Кабо Верде отново е студентски. За последно академичен тим е бил шампион през 2003 г. Това е Академику да Аурпорту – друг филиал на португалския „Академика (Коимбра)“ и дъщерен отбор на „Академика ду Сал“ от град Ешпаргуш, остров Сал.
През изминалия сезон „Академика“ е воден от Клаудио Зелито да Фонсека Фернандеш Агияр, наречен „Лито“, бивш национал на Кабо Верде. Той прекарва цялата си състезателна кариера в Португалия. Играе като нападател при големия брат „Академика (Коимбра)“ в периода 2007/2010 г.
„Мика“ взема участие в националния шампионат като шампион в „зона Южен Сантяго“. Зад него в класирането остават други столични грандове като „Боависта“, „Селтик“, „Спортинг“ и „Бенфика“. В националното първенство студентите печелят груповата фаза в компанията на „Минделензе“, „Академика де Порто Ново“ и „Сал Рей“. В полуфиналния плейоф е отстранен „Оз Фогетоеш“. На 2 юни на „Ещадио Мунисипал“ в Порто Ново е излъчен новия шампион на Кабо Верде. В редовните 90 минути „Академика“ и стария познайник „Минделензе“ не могат да си отбележат гол. Едва в последните седем минути на второто продължение Ро и Мике прострелват противника за 2:0 отнасяйки трофея във витрината на студуентите от Прая. Това не е единственото клубно отличие за сезон. В индивидуалните класации Оскар Важ, познат повече като „Ро“ е обявен за най-добър играч на първенството, Анилтон Родригеш-Качито грабва приза за най-добър вратар .

## Стадион
Играе на стадион „Ещадио да Визела“ в Прая, Кабо Верде с вместимост 8000 зрители.

## Етимология и символика
„Асосиао Академика да Прая“ е основан на 15 декември 1962 г. Логото следва символиката на „големия португалски брат“ – с формата на диамант. В горната част е оформена абревиатуруа от пълното наименование на отбора. В този елемент другите филиали на студентските отбори се различават по буквата на своето местоположение. Основен символ в емблемата е часовниковата кула, част от сградата на университета в Прая.

## Успехи
Национални
- Шампионат на Кабо Верде:
  -  Шампион (2): 1965, 2018
- Купа на Кабо Верде:
  -  Носител (1): 2007

- Регионални шампионски титли:
  - Регионална лига на Сантяго (2):
    -  Шампион (2): 1964/65, 1967/68
- Лига на остров Сантяго:
  -  Шампион (2): 1988/89, 2009
- Първа дивизия на южно Сантяго:
  -  Шампион (3): 2003/04, 2008/09, 2017/18

- Регионални купи:
  - Купа на остров Сантяго:
    -  Носител (2):1986, 1994

  - Купа на Южната зона на остров Сантяго (Прая): 1
    -  Носител (1): 2006/07